# 熱電変換素子
熱電変換素子（ねつでんへんかんそし、Thermoelectric conversion element）とは、熱と電力を変換する素子。熱電素子の一種である。2種類の異なる金属または半導体を接合して、両端に温度差を生じさせると起電力が生じるゼーベック効果を利用する。大きな電位差を得るためにp型半導体、n型半導体を組み合わせて使用される。

熱電変換素子を構成する、異なるゼーベック係数（pドープおよびnドープ半導体）の材料からなる熱電回路

熱電変換素子は、多数の素子を板状、または円筒状に組み合わせた熱電モジュールとして使用される。
熱電変換素子材料としては、
1. 常温から500Kまで・・・ビスマス・テルル系（Bi-Te系）
2. 常温から800Kまでは鉛・テルル系（Pb-Te系）
3. 常温から1000Kまではシリコン・ゲルマニウム系（Si-Ge系）

が使用されている。
熱電変換素子を利用した熱電発電は地上用発電、人工衛星用の電源として利用されている。

## 性能評価
熱電変換材料の評価方法に性能指数Z({\displaystyle K^{-1}})、もしくは性能指数に絶対温度を掛けた無次元性能指数ZTがある。性能指数、無次元性能指数には以下の算出方法により算出され、実用化されるにはZT>1が必須条件となる。
- {\displaystyle Z=}{\displaystyle S^{2}\sigma  \over \kappa }
  - {\displaystyle S}：ゼーベック係数
  - {\displaystyle \sigma }：電気伝導率
  - {\displaystyle \kappa }：熱伝導率

- {\displaystyle ZT=}{\displaystyle S^{2}\sigma T \over \kappa }
  - T:絶対温度